# Einar von Schuler
Einar von Schuler (* 28. Oktober 1930 in Leipzig; † 14. Februar 1990) war ein deutscher Altorientalist.

## Leben
Einar von Schuler besuchte die Thomasschule zu Leipzig. Danach studierte er Altorientalistik (insbesondere Hethitologie) bei Johannes Friedrich an der Universität Leipzig und an der Freien Universität Berlin. Er wurde 1954 zum Dr. phil. promoviert. Von Schuler wurde dann Assistent bei Adam Falkenstein an der Universität Heidelberg und später an der Universität Münster. Zurück in Berlin habilitierte er sich. 1963 wurde er Professor für Altorientalische Philologie an der Freien Universität Berlin. 1969 leitete er die Ausgrabungen in Habuba Kabira und Tall Munbaqa in Syrien. 1974 wurde er in Nachfolge von Wilhelm Eilers Professor für Orientalische Philologie an der Universität Würzburg. 1987 wurde er krankheitsbedingt emeritiert. 
Von Schuler war mit der Ethnologin Immina von Schuler-Schöning (1926–1988) verheiratet.